# Yiannitsoú
Yiannitsoú (Yiannitsou, Giannitsou) är en ort i Grekland.   Den ligger i prefekturen Fthiotis och regionen Grekiska fastlandet, i den centrala delen av landet, 180 km nordväst om huvudstaden Aten. Yiannitsoú ligger 334 meter över havet och antalet invånare är 363.
Terrängen runt Yiannitsoú är lite bergig. Runt Yiannitsoú är det ganska glesbefolkat, med 23 invånare per kvadratkilometer. Närmaste större samhälle är Makrakómi, 5,9 km söder om Yiannitsoú. 